# Departamentul Kouilou
Departamentul Kouilou este una dintre cele 12 unități administrativ-teritoriale de gradul I ale Republicii Congo. Reședința sa este orașul Hinda. Are o populație de 91.955 locuitori și o suprafață de 13.694 km2.
Este împărțit în patru districte:
- Kakamoeka
- Madingo-Kayes
- Mvouti
- Pointe-Noire